# Gregório Ferreira Lustosa
Gregório Ferreira Lustosa (1818 — 10 de agosto de 1894) foi sacerdote católico e político brasileiro. Foi vigário da freguesia de São José de Mipibu durante cinquenta anos e deputado à Assembleia Provincial do Rio Grande do Norte.

## Biografia
Lustosa nasceu na então povoação de Patos, na província da Paraíba, filho de Joaquim Ferreira Lustosa e Apolônia Maria da Conceição, camponeses. Depois de concluir seus estudos primários em sua província, ingressou no Seminário de Nossa Senhora da Graça, em Olinda, onde fez seus estudos básicos e superiores. Ordenado presbítero em 18 de fevereiro de 1842, por Dom João da Purificação Marques Perdigão, tornou-se não só o primeiro sacerdote nascido em Patos, como o primeiro a ter diploma de curso superior daquela localidade.
Uma semana após sua ordenação, foi nomeado por D. João vigário encomendado da freguesia de Nossa Senhora Sant'Ana, sediada na vila de São José de Mipibu, Rio Grande do Norte. Em 1844, mediante concurso público, passou a ser vigário colado, ali permanecendo até sua morte. Sua atuação naquele município foi relevante para seu desenvolvimento. Também foi, por duas vezes, entre 1842-1843 e entre 1848-1849, pró-pároco da freguesia da vila de Papari (atual Nísia Floresta).
Em 1853, deu início à reforma da Igreja Matriz, visando ampliá-la para melhor acomodar seus fiéis, dirigindo pessoalmente todo o trabalho, para o que angariou fundos tanto junto à população quanto ao governo da província. Ao fim, a igreja de São José de Mipibu veio a ser uma das maiores do Rio Grande do Norte. Posteriormente, em 1880, a Igreja Matriz ganhou duas torres.
Ingressou formalmente na política, elegendo-se deputado provincial para a legislatura de 1868-1869 pelo Partido Liberal. Durante a seca de 1876-1879, integrou a Comissão de Socorros Públicos, organizada em São José para acudir a população local, sendo posteriormente distinguido com o título de cônego honorário da Capela Imperial e cavaleiro da Imperial Ordem da Rosa. Em outubro de 1882, foi nomeado pelo doutor Francisco de Gouveia Cunha Barreto, então presidente da província, para presidir uma comissão formada para socorrer as vítimas da epidemia de varíola que assolou São José de Mipibu.
No período de 1870 a 1875, Lustosa foi auxiliado por seu sobrinho, Vicente Ferreira Lustosa Lima, o qual passou para o Rio de Janeiro e veio a ser capelão da Marinha. Outro membro de sua família a entrar para a vida religiosa foi seu irmão, Bernardino de Sena Ferreira Lustosa, que teve atuação influente no Ceará. Também foi seu coadjutor o padre Antônio Xavier de Paiva, o qual lhe ministrou os últimos sacramentos. O cônego Lustosa contava 76 anos ao falecer. O cortejo de seu féretro foi acompanhado por um grande número de fiéis e seu corpo foi sepultado no cemitério público de São José de Mipibu.